# Parishia paucijuga
Parishia paucijuga är en sumakväxtart som beskrevs av Adolf Engler. Parishia paucijuga ingår i släktet Parishia och familjen sumakväxter. Inga underarter finns listade i Catalogue of Life.